# Собеский, Александр
Александр Бенедикт Стани́слав Собе́ский (9 сентября 1677 — 16 ноября 1714) — сын польского короля Яна III Собеского и Марии Казимиры д’Аркьен.

## Биография
Уже с раннего детства он отличался живостью, умственными способностями и необыкновенной красотой. Получил отличное образование и владел несколькими языками.
Участвовал в молдавском походе 1691 года во время польско-турецкой войны. Ввиду конфликта Яна Собеского со своим старшим сыном, Якубом, Александр стал наследником в планах отца по передаче трона, однако до исполнения этих планов дело так и не дошло.
В октябре 1696 на аудиенции Людовика XIV был представлен как маркиз ярославский.
19 января 1698 вместе с братом Константином устроил бал в честь прибывшего в Варшаву Августа II. Во время сентябрьской антитатарской кампании Августа II находился, по всей вероятности, в обозе королевских войск. В октябре того же года сопровождал свиту матери, которая направлялась в Италию. В ноябре они были приняты императором Леопольдом I. В марте Александр прибыл в Рим и вскоре стал кавалером Ордена Святого Михаила. В декабре из рук французского посла получил Орден Святого Духа, высшую государственную награду Франции.
Летом 1702 года французский посол в Польше Шарль де Карада выдвинул идею посадить Александра на венгерский престол. Тогда же во Вроцлаве начался роман Александра Собеского с бывшей возлюбленной Августа II, Иоганной Терезией Эстерле. Несколькими месяцами позже Александр отклонил предложение Карла XII занять польский престол как в противовес правившему Августу II.
В 1710 году перебрался в Рим. Ещё до переезда, в 1709 году, под именем Армонте Калидио вступил в римскую «Академию Аркадия», где собирались художники, писатели и учёные. Во время аркадийских встреч, проходивших в его римской резиденции, читал собственные написанные на латыни стихотворения.
Здесь же, в Риме помог стать знаменитым чехословацкому портретисту Иоганну Купецкому.
Умер 16 ноября 1714 года. Незадолго до смерти вступил в орден капуцинов. Захоронен в римской церкви Санта-Мария-делла-Кончеционе.